# Palazzo Re Enzo
Le Palazzo re Enzo (en français, Palais du roi Enzo) est un palais de Bologne du XIIIe siècle, en Italie du Nord. Il tient son nom d'Enzio de Sardaigne, fils illégitime de Frédéric II, qui y a été emprisonné de 1249 jusqu'à sa mort en 1272.

## Histoire
Le palais a été construit en 1245 en complément du Palazzo del Podestà, qui s'était révélé insuffisant pour les exigences de la Commune de Bologne. Il a été initialement connu sous le nom de Palatium Novum (« Nouveau Palais »).
Peu après son achèvement, Enzo fut capturé par les Guelfes lors de la bataille de Fossalta, et a été transféré ici après un court séjour à Anzola dell'Emilia. Enzio aurait été laissé libre dans le palais de jour, mais la nuit il aurait été emprisonné dans une cage suspendue au plafond. Il a été également autorisé à rencontrer des femmes. Selon une légende, un fruit de l'une de ces rencontres aurait été un Bentivoglio (« je te veux du bien »), qui serait l'ancêtre des princes  Bentivoglio de Bologne.
En 1386, Antonio di Vincenzo acheva la Sala dei Trecento (« Salle des Trois-Cents »), qui allait devenir la salle des archives de la ville. Le dernier étage a été rénové en grande partie en 1771 par Giovanni Giacomo Dotti. L'apparence actuelle en style gothique date de la restauration de 1905 par Alfonso Rubbiani.

## Disposition
Sur la droite du palais se trouve la porte d'accès à la chapelle de Santa Maria dei Carcerati, où se rendaient les condamnés à mort. Au premier étage, on trouvait le Carroccio et les machines de guerre, les bureaux du préteur et la chapelle occupaient l'étage du milieu et les archives notariales le reste.